# Pendleton-Straße
Die Pendleton-Straße ist eine Meerenge zwischen der Rabot- und der Lavoisier-Insel im Archipel der Biscoe-Inseln westlich der Antarktischen Halbinsel.  Sie verbindet nördlich des Extension Reef den offenen Südlichen Ozean mit der Mudge-Passage, südlich des Riffs denselben mit dem nördlichen Ende des Crystal Sound.
Der französische Polarforscher Jean-Baptiste Charcot identifizierte sie im Januar 1909 bei der Fünften Französischen Antarktisexpedition (1908–1910) als Bucht. Der australische Polarforscher John Rymill konnte bei der British Graham Land Expedition (1934–1937) ihre tatsächliche Natur aufklären. Namensgeber ist der US-amerikanische Seefahrer Benjamin Pendleton (1797–unbekannt), der gemeinsam mit seinem Landsmann Nathaniel Palmer diese Region im Jahr 1821 erkundete.